# جمعية تاريخ الغابات
جمعية تاريخ الغابات هي منظمة أمريكية غير هادفة للربح تكرس جهودها للمحافظة على الغابات وتاريخها. وقد تأسست هذه الجمعية في عام 1946، وتم تسجيلها قانونيًا كمؤسسة في عام 1955.
يضم مقر هذه الجمعية، الذي يقع في مدينة دورهام بكارولاينا الشمالية، سجل محفوظات ألفين جيه هاس، ومكتبة كارل أيه فايرهويسر، اللذين يشكلان معًا تجميعًا شاملاً للمواد ذات الصلة بتاريخ الغابات. فيتضمن سجل المحفوظات مجموعات كبيرة من المواد المأخوذة من العديد من المنظمات الوطنية، مثل جمعية الأمريكيين العاملين في الغابات، وهيئة الأوراق والغابات الأمريكية، وهيئة الغابات الأمريكية، والنظام الأمريكي لمزارع الأشجار، بالإضافة إلى العديد من المجموعات الصغيرة الأخرى ذات الأهمية القومية والدولية. تشمل جمعية تاريخ الغابات، كذلك، برنامج نشر ينشر دورية Environmental History (تاريخ الغابات)، ومجلة Forest History Today (تاريخ الغابات اليوم)، وسلسلة إصدارات، ودراسات أحادية تركز على موضوع المحافظة على البيئة. هذا فضلاً عن برنامج تعليمي يهدف لتأسيس الفهم والوعي بالتفاعل البشري مع الطبيعة؛ وهيئة مسؤولة عن تحقيق التواصل بين الباحثين وصانعي السياسات وملاّك الأراضي. تعمل الجمعية، أيضًا، على دعم المنح الأكاديمية في مجال الغابات، والمحافظة على البيئة، والتاريخ البيئي.

## معلومات تاريخية
في عام 1946، تشكلت مجموعة صغيرة من المؤرخين والمسؤولين التنفيذيين في مجال الغابات ليكوّنوا مؤسسة تكرس جهودها للحفاظ على التراث الوثائقي للغابات في أمريكا الشمالية. ومن ثمَّ، تم تأسيس «مؤسسة تاريخ منتجات الغابات» كأحد برامج هيئة مينيسوتا التاريخية.
وعلى مدار العقد التالي، جُمِعت مصادر المحفوظات الأرشيفية، ووضِع برنامج للقاءات التاريخية الشفهية، وبدأ نشر دورية أكاديمية ربع سنوية. وفي عام 1955، تحت رئاسة المدير التنفيذي الثاني، إلوود روندو «وودي» موندر، تم تسجيل الجمعية قانونيًا كمنظمة مستقلة غير هادفة للربح تحت اسم «مؤسسة تاريخ الغابات». وتغير الاسم بعد أربعة أعوام ليصير «جمعية تاريخ الغابات» في عام 1959.
نقلت المنظمة، بعد ذلك، مقرها من مينيسوتا في عام 1964، وانتقلت في البداية إلى مقر جامعة ييل في عام 1964، ثم إلى جامعة كاليفورنيا في سانتا كروز في عام 1969. وفي عام 1984، نُقِلت الجمعية إلى مقرها الحالي في دورهام بكارولاينا الشمالية لتصير تابعة لجامعة ديوك وجامعة نيوكلاس للبيئة.
وفي عام 1996، عُقِدت شراكة بين جمعية تاريخ الغابات والجمعية الأمريكية للتاريخ البيئي. وساعدت هذه العلاقة في توسيع نطاق مهمة الجمعية بما يتخطى حدود تاريخ الغابات والمحافظة عليها ليشمل موضوعات تتعلق بمجال أوسع نطاقًا من التاريخ البيئي.

## المؤلفات
تُصدِر جمعية تاريخ الغابات مجلة بعنوان Forest History Today (تاريخ الغابات اليوم)، وتساهم كذلك في نشر دورية Environmental History (التاريخ البيئي) مع الجمعية الأمريكية للتاريخ البيئي. تنشر الجمعية كذلك سلسلة إصدارات حول الموضوعات البيئية محل الاهتمام الحالي، مثل الحرائق، والمستنقعات، والغابات. هذا بالإضافة أيضًا إلى الكتب المميزة التي تقدم معلومات مهمة في مجالات الغابات والمحافظة على البيئة والتاريخ البيئي. وتقدم الجمعية أيضًا مساعدات مالية وتحريرية وبحثية للمؤلفين الآخرين الذين ينشرون كتبًا تتناول موضوع التاريخ البيئي.

## وصلات خارجية
- الموقع الإلكتروني الرسمي
- المدونة الرسمية
- صفحة موقع فيسبوك الرسمية
- صفحة حساب تويتر الرسمية
- مجلة Forest History Today (تاريخ الغابات اليوم)

‌